# Desetnik
Desetnik är ett samhälle i Bosnien och Hercegovina.   Det ligger i entiteten Federationen Bosnien och Hercegovina, i den centrala delen av landet, 40 km nordväst om huvudstaden Sarajevo. Desetnik ligger 517 meter över havet och antalet invånare är 128.
Terrängen runt Desetnik är kuperad. Runt Desetnik är det ganska tätbefolkat, med 93 invånare per kvadratkilometer.. Närmaste större samhälle är Zenica, 15,8 km nordväst om Desetnik. 
Omgivningarna runt Desetnik är en mosaik av jordbruksmark och naturlig växtlighet.